# Carlos Ribeiro (jurista)
 Carlos Gonçalves Fernandes Ribeiro  (Salvador,  1877 — Salvador, 1942) foi um jurista,  jornalista, político  e escritor brasileiro, imortal fundador da cadeira número 20 da Academia de Letras da Bahia  e seu presidente no período 1941-1942.

## Biografia
Foi deputado estadual pela Bahia de 1905 até 1917, sob a liderança de Severino Vieira. 
Imortal fundador da Cadeira número 20 da Academia de Letras da Bahia, em 1917   jornalista, à frente do Diário da Bahia (1912-17), d’0 Democrata (1917-24) e d’0 Imparcial (1924-25),    e presidente da Academia, entre 1941-1942, até a sua morte. 
Foi opositor político (1905-1925) de J.J. Seabra  e seu confrade na Academia, com ânimos arrefecidos depois que o primeiro deixa o poder estadual. 
Foi presidente do Conselho Penitenciário da Bahia em 1938 . A sua principal obra data de 1939. É a Psico-sociologia carcerária do Norte do Brasil, que teve edição fac-similar comemorativa do centenário de nascimento do jurista pela Academia de Letras da Bahia, em 1977, com prefácio de Raul Chaves.    
Carlos Ribeiro morreu em Salvador em 1942   mais ou menos um mês depois de J.J. Seabra , aos 65 anos de idade.   